# 海獅冰川
62°38′46″S 60°22′12″W / 62.64611°S 60.37000°W

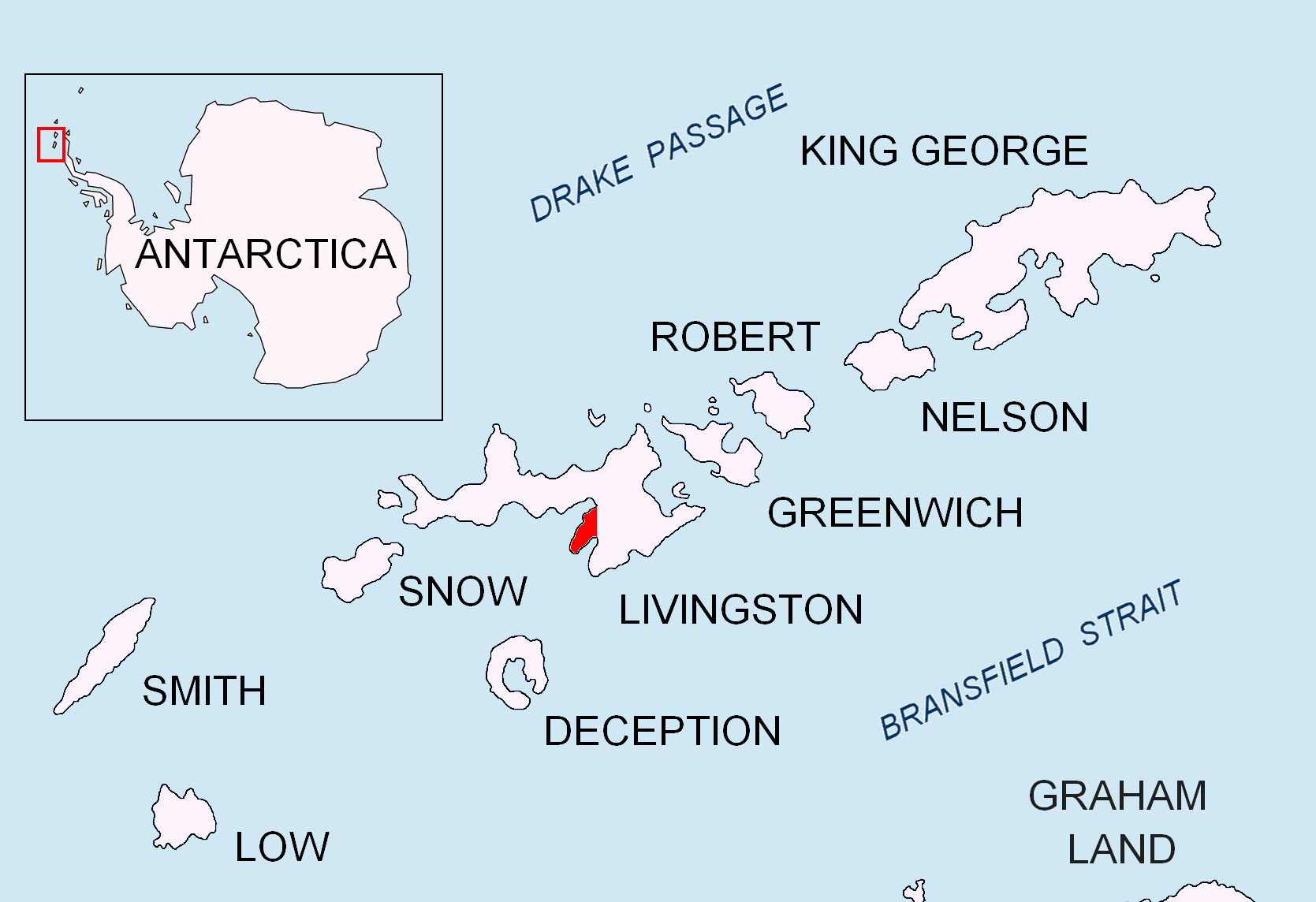

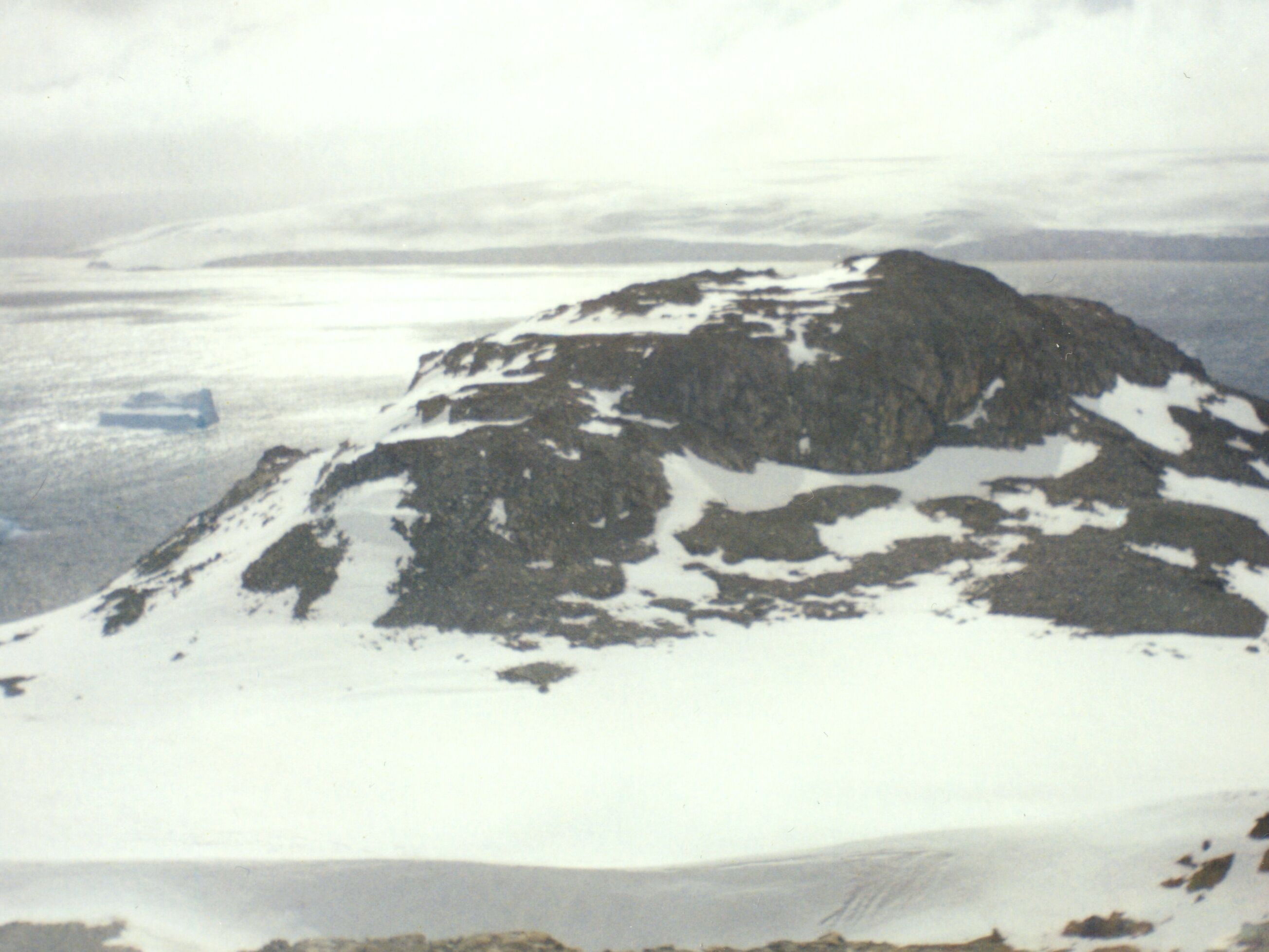

海獅冰川是南極洲的冰川，位於南設得蘭群島的利文斯頓島東部，處於赫德半島，東北面是赫斯佩里得斯山，東南面是大西洋會嶺。

## 外部連結
- SCAR Composite Antarctic Gazetteer（页面存档备份，存于）.